# Андреевский (Кировская область)
Андреевский  — поселок в Уржумском районе Кировской области в составе Уржумского сельского поселения.

## География
Находится на расстоянии примерно 6 км по прямой от районного центра города Уржум на правом берегу реки Буй.

## История
С 1861  года начал работать винокуренный завод семейства Садовеней, построенный у деревни Старое Липово. В 1905 году уже считался отдельным населенным пунктом (Андреевский винокуренный завод Андрея Алексеева Садовень) с 12 дворами и 55 жителями. В 1926 году учтено было 40 хозяйств и 74 жителя, в 2,5 км  учтен был также выселок Андреевский с 4 хозяйствами и 23 жителями. В 1989 году проживало 665 жителей. По состоянию на 2000 год в поселке находится центральная усадьба хозяйства «Андреевское»,  мясокомбинат и  средняя школа.

## Население
Постоянное население  составляло 665 человек (русские 92%) в 2002 году, 549 в 2010.